# Makarna Arnolfinis trolovning
Makarna Arnolfinis trolovning är en oljemålning på ekpanel från år 1434 av den flamländske målaren Jan van Eyck. Det är ett dubbelporträtt i helfigur av den italienske köpmannen Giovanni di Nicolao Arnolfini och hans hustru, troligen i deras hem i den flamländska staden Brygge. 
Porträttet anses vara en av de mest originella och komplexa målningarna inom västerlandets konst. Målningen har många realistiska drag såväl som symboliska element. Van Eyck utnyttjar en spegel på väggen för att visa verkligheten utanför bildens ram och återger detaljerat strukturen i hundens päls och kvinnans kläder. I motsats till den detaljerade realismen avbildas också element med symbolvärde, såsom helgonstatyetten på sängposten, miniatyrerna från Jesu liv och användningen av ljus på bilden.
Målningen, som är ett av de första verken som har målats med oljefärg istället för tempera, köptes in av National Gallery i London år 1842.
Det har ifrågasatts, bland annat av Margaret Koster, om porträttet visar Giovanni Arnolfini. Det kan också vara Arnolfinis bror och svägerska som visas.